# Remat Prahova
Remat Prahova este o companie care se ocupă cu colectarea și prelucrarea deșeurilor, din România
Cifra de afaceri în 2005: 26,7 milioane euro (96,7 milioane lei)